# Каменное (Минская область)
Каменно́е (бел. Камянно́е) — деревня в составе Добринёвского сельсовета Дзержинского района Минской области Беларуси. Деревня расположена в 24 километрах от Дзержинска, 38 километрах от Минска и 13 километрах от железнодорожной станции Фаниполь.

## История
9 марта 1918 года в составе провозглашённой Белорусской Народной Республики, однако фактически находилась под контролем германской военной администрации. С 1 января 1919 года в составе Советской Социалистической Республики Белоруссия, а с 27 февраля того же года в составе Литовско-Белорусской ССР, летом 1919 года деревня была занята польскими войсками, после подписания рижского мира — в составе Белорусской ССР.
С 20 августа 1924 года в составе Рубилковского сельсовета (который с 23 марта 1932 года по 14 мая 1936 года являлся национальным польским сельсоветом)  Самохваловичского района, с 18 января 1931 года в составе Койдановского района Минского округа. 15 марта 1932 года Койдановский район преобразован в Койдановский польский национальный район, который 26 июня был переименован в Дзержинский.  31 июля 1937 года Дзержинский национальный полрайон был упразднён, Каменное перешло в состав Заславского района Минского округа, с 20 февраля 1938 года — в составе Минской области. 4 февраля 1939 года Дзержинский район был восстановлен.
В Великую Отечественную войну с 28 июня 1941 года до 6 июля 1944 года под немецко-фашистской оккупацией, во время войны на фронте погиб 1 житель деревни. В 1960 году насчитывалось 44 жителя, входила в состав колхоза «Коминтерн» (центр — д. Томковичи). В 1991 году насчитывалось 7 придомовых хозяйств, проживали 14 жителей. По состоянию на 2009 год в Каменном — 3 хозяйства, 4 жителя, деревня составе ОАО «Правда-Агро» (центр — д. Боровики). 28 мая 2013 года деревня была передана из состава упразднённого Рубилковского сельсовета в Добринёвский сельсовет.

## Население
| Численность населения (по годам) | Численность населения (по годам) | Численность населения (по годам) | Численность населения (по годам) | Численность населения (по годам) | Численность населения (по годам) | Численность населения (по годам) | Численность населения (по годам) | Численность населения (по годам) |
| 1960                             | 1991                             | 1999                             | 2004                             | 2010                             | 2017                             | 2018                             | 2020                             | 2022                             |
| -------------------------------- | -------------------------------- | -------------------------------- | -------------------------------- | -------------------------------- | -------------------------------- | -------------------------------- | -------------------------------- | -------------------------------- |
| 44                               | ↘14                              | ↘9                               | ↘6                               | ↘4                               | ↗5                               | ↗6                               | ↗8                               | ↗9                               |